# Tékes
Tékes é um município da Hungria, situado no condado de Baranya. Tem 12,56 km² de área e sua população em 2019 foi estimada em 218 habitantes.